# Mistrzostwa Europy w Lekkoatletyce 1969 – bieg na 100 m przez płotki kobiet

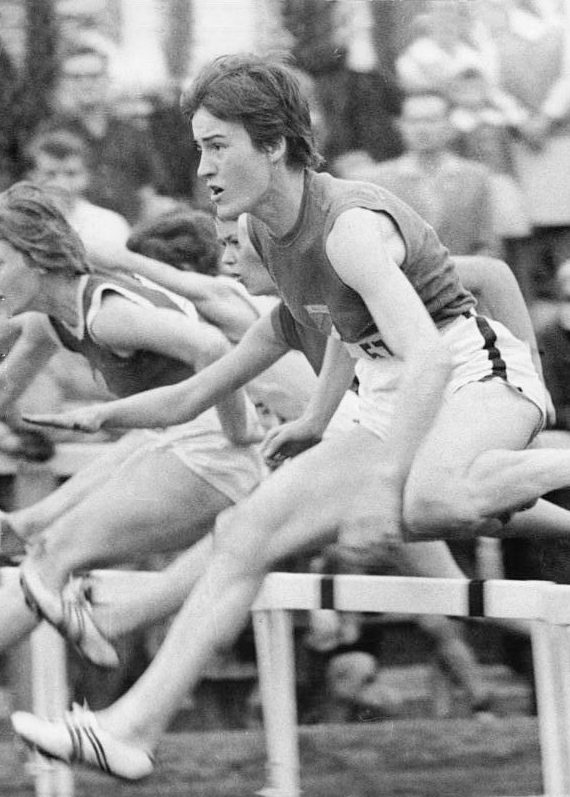
Karin Balzer

Bieg na dystansie 100 metrów przez płotki kobiet był jedną z konkurencji rozgrywanych podczas IX Mistrzostw Europy w Atenach. Zastąpił on bieg na 80 metrów przez płotki, który był rozgrywany do mistrzostw w 1966. Biegi eliminacyjne zostały rozegrane 18 września, biegi półfinałowe 19 września, a bieg finałowy 20 września 1969 roku. Zwyciężczynią tej konkurencji została reprezentantka Niemieckiej Republiki Demokratycznej Karin Balzer, która była mistrzynią Europy w biegu na 80 metrów przez płotki z 1966. W rywalizacji wzięło udział osiemnaście zawodniczek z dwunastu reprezentacji.

## Rekordy
| Rekord świata | Karin Balzer (GDR) | 12,9 | Berlin, NRD | 05.09.1969 |
| Rekord Europy | Karin Balzer (GDR) | 12,9 | Berlin, NRD | 05.09.1969 |

## Wyniki

### Eliminacje
Bieg 1
| Miejsce | Zawodniczka       | Czas | Uwagi |
| ------- | ----------------- | ---- | ----- |
| 1       | Lia Chytrina      | 13,7 | Q CR  |
| 2       | Teresa Sukniewicz | 13,9 | Q     |
| 3       | Jeanne Schoebel   | 14,1 | Q     |
| 4       | Magalì Vettorazzo | 14,7 | Q     |

Bieg 2
| Miejsce | Zawodniczka         | Czas | Uwagi |
| ------- | ------------------- | ---- | ----- |
| 1       | Teresa Nowak        | 14,1 | Q     |
| 2       | Milena Piáčková     | 14,3 | Q     |
| 3       | Sirkka Norrlund     | 14,3 | Q     |
| 4       | Regina Höfer        | 14,4 | Q     |
| 5       | Anne Van Rensbergen | 14,6 |       |

Bieg 3
| Miejsce | Zawodniczka        | Czas | Uwagi |
| ------- | ------------------ | ---- | ----- |
| 1       | Bärbel Podeswa     | 14,0 | Q     |
| 2       | Susan Hayward      | 14,3 | Q     |
| 3       | Eva Kucmanová      | 14,7 | Q     |
| 4       | Emina Pilav        | 14,9 | Q     |
| 5       | Charula Sasagianni | 15,9 |       |

Bieg 4
| Miejsce | Zawodniczka      | Czas | Uwagi |
| ------- | ---------------- | ---- | ----- |
| 1       | Karin Balzer     | 14,0 | Q     |
| 2       | Marlène Canguio  | 14,4 | Q     |
| 3       | Christine Perera | 14,4 | Q     |
| 4       | Gun Olsson       | 14,7 | Q     |

### Półfinały
Półfinał 1
| Miejsce | Zawodniczka      | Czas | Uwagi |
| ------- | ---------------- | ---- | ----- |
| 1       | Teresa Nowak     | 13,7 | Q CR  |
| 2       | Bärbel Podeswa   | 13,7 | Q     |
| 3       | Lia Chytrina     | 13,7 | Q     |
| 4       | Christine Perera | 14,1 | Q     |
| 5       | Marlène Canguio  | 14,1 |       |
| 6       | Milena Piáčková  | 14,5 |       |
| 7       | Emina Pilav      | 14,8 |       |
| –       | Gun Olsson       | DNS  |       |

Półfinał 2
| Miejsce | Zawodniczka       | Czas | Uwagi |
| ------- | ----------------- | ---- | ----- |
| 1       | Karin Balzer      | 13,5 | Q CR  |
| 2       | Regina Höfer      | 13,8 | Q     |
| 3       | Teresa Sukniewicz | 14,0 | Q     |
| 4       | Sirkka Norrlund   | 14,0 | Q     |
| 5       | Jeanne Schoebel   | 14,1 |       |
| 6       | Susan Hayward     | 14,1 |       |
| 7       | Magalì Vettorazzo | 14,8 |       |
| –       | Eva Kucmanová     | DNS  |       |

### Finał
| Miejsce | Zawodniczka       | Czas  | Uwagi |
| ------- | ----------------- | ----- | ----- |
| 1       | Karin Balzer      | 13,29 | CR    |
| 2       | Bärbel Podeswa    | 13,68 |       |
| 3       | Teresa Nowak      | 13,77 |       |
| 4       | Lia Chytrina      | 13,86 |       |
| 5       | Teresa Sukniewicz | 13,89 |       |
| 6       | Regina Höfer      | 13,96 |       |
| 7       | Christine Perera  | 14,03 |       |
| 8       | Sirkka Norrlund   | 14,16 |       |